# Osieck
Osieck é um município na região central da Polônia. Pertence à voivodia da Mazóvia, no condado de Otwock. É a sede da comuna urbano-rural de Osieck, da forania de Osieck e a paróquia dos Santos Apóstolos André e Bartolomeu.
Estende-se por uma área de 26,5 km², com 1 099 habitantes, segundo o censo de 31 de dezembro de 2021, com uma densidade populacional de 41,5 hab./km².
Osieck recebeu o foral de cidade em 1558. Foi uma cidade real da Coroa do Reino da Polônia, na segunda metade do século XVI, localizada no condado de Garwolin, na região de Czersk, na voivodia da Mazóvia. [8]. Foi privada de seus direitos municipais em 13 de outubro de 1870 e incorporada à comuna de Osieck, no condado de Garwolin. Nos anos de 1867 a 1954, foi a sede da comuna rural de Osieck, de 1954 a 1972, da gromada de Osieck (a partir de 1958 no condado de Otwock) e, a partir de 1973, da comuna reativada de Osieck. Entre 1975 e 1998, pertenceu administrativamente à voivodia de Siedlce. Em 1 de janeiro de 2024, recuperou a condição de cidade.
Osieck fica na margem direita do rio Vístula, a uma distância de aproximadamente 10 km dele. A linha de trem n.º 12, com a estação ferroviária de Osieck, passa pela cidade, e as estradas provinciais n.º 736, n.º 805 e n.º 862 se cruzam nela.

## Divisão administrativa
| Nome      | Tipo            |
| --------- | --------------- |
| Chabaszew | parte da cidade |
| Dworek    | parte da cidade |
| Kąciki    | aldeia          |

## Toponímia
O vilarejo foi mencionado pela primeira vez em 1416 — “Oszeczsko”, em 1449 — “Oschyeczsko” e em 1540 — “Ossyeczko”. Na Idade Média, soava: Osiecsko e Osiecko. O nome é derivado da palavra polonesa antiga -osiek, que significa uma fortaleza na floresta construída com troncos de árvores, à qual foi adicionado o sufixo -scko. Originalmente, denotava um local fortificado de caráter defensivo.

## História
No século XV, os duques da Mazóvia fundaram uma reserva de caça aqui, construíram uma mansão de caça e vieram caçar. A paróquia local foi erguida no século XIII. Naquela época, foi construída a igreja paroquial de São Bartolomeu (mencionada em 1300). Em 1566, a igreja foi incendiada e uma nova foi construída e destruída durante o Dilúvio sueco. A igreja seguinte foi construída em 1672 e existiu até 1778. A igreja de tijolos seguinte foi construída pelo padre Andrzej Reptowski entre 1778 e 1782 e demolida no final do século XIX. O atual templo neogótico de tijolos foi construído em 1902–1909, conforme o projeto do arquiteto Stefan Szyller.

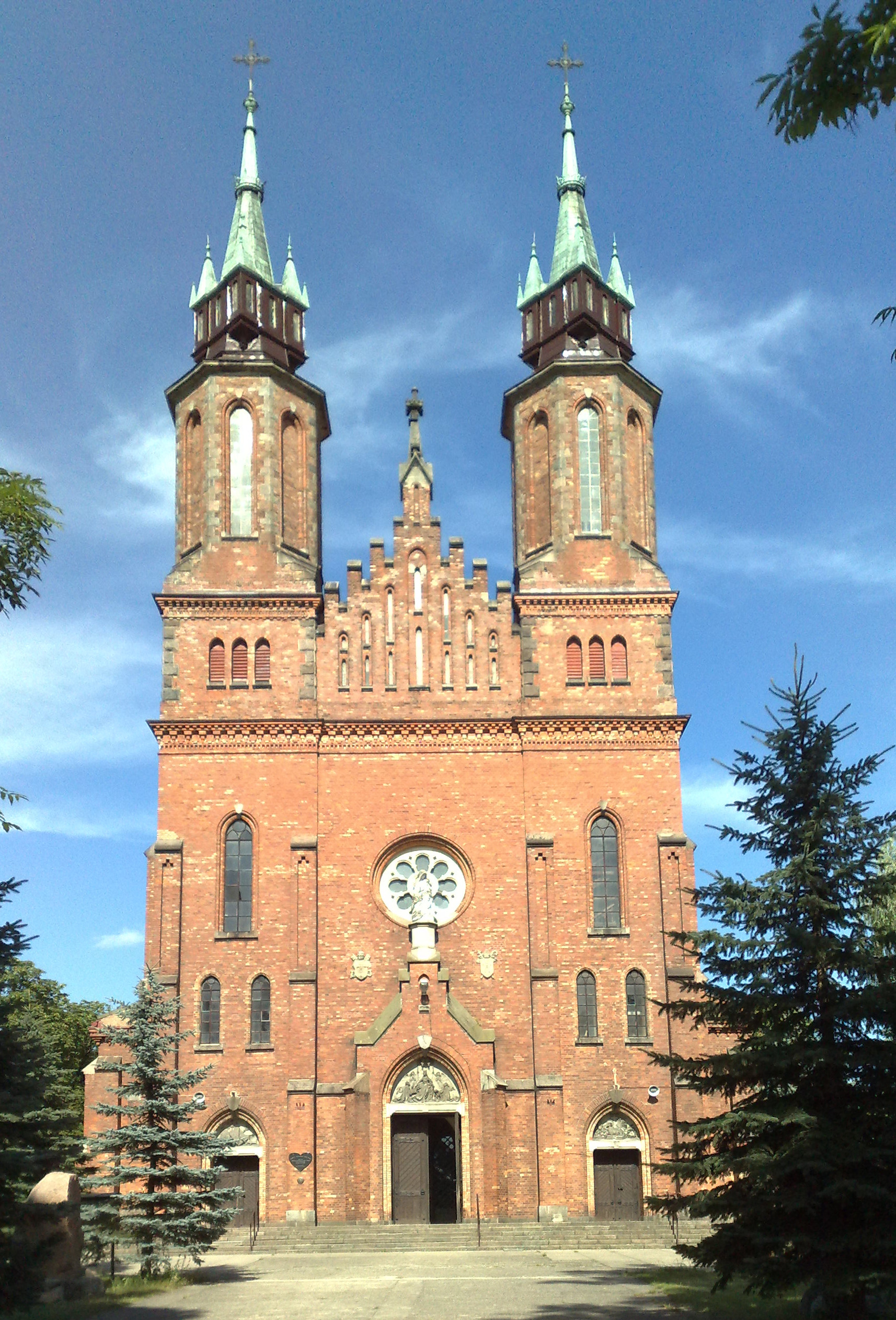
Igreja dos Santos Apóstolos André e Bartolomeu

Osieck recebeu direitos de cidade em 24 de outubro de 1558 por Sigismundo II Augusto, a pedido do arrendatário de Osieck, Jędrzej Swieborowski. A cidade recebeu uma série de privilégios de: Estêvão Batory em 1578 e 1578, Sigismundo III Vasa em 1601 e 1618, Ladislau IV Vasa em 1633, João II Casimiro Vasa em 1650 e 1660, João III Sobieski em 1677, Augusto II em 1698, Augusto III em 1752 e Estanislau II Augusto em 1775, 1777 e 1788. Em 1869, a cidade foi privada de seus direitos municipais pelo czar devido à participação de seus habitantes na Revolta de Janeiro.
Durante as epidemias em Varsóvia em 1625, 1629 e 1630, o rei Sigismundo III Vasa se refugiou em Osieck com sua corte. Em 1616, Osieck tinha 177 casas e 79 terrenos vazios, além de 40 artesãos e vários fabricantes de cerveja. Após as guerras suecas, 40 casas, 350 habitantes e 10 artesãos sobreviveram em Osieck. Em 1777, Osieck tinha 190 casas. Em 1771, era de propriedade de Franciszek Bieliński e, em 1810, pertencia ao príncipe Józef Poniatowski. Em 1810, havia 770 habitantes, e em 1820, 946 habitantes (incluindo 75 artesãos) e 151 casas. Em 1827, Osieck tinha 159 casas e 989 habitantes. Em 1869, Osieck perdeu seus direitos de cidade. Isso não impediu o desenvolvimento do assentamento. Em 1860, ele tinha 185 casas e 1340 habitantes, incluindo 310 judeus. Em 1885, o assentamento tinha 154 casas e 1448 habitantes. Em 1901, Osieck tinha 1500 habitantes e, em 1920, 1700. Esse número caiu para 1309 em 1935. Há uma unidade do Corpo de bombeiros voluntários na cidade desde 1912.
Em 12 de setembro de 1939, grande parte do assentamento foi incendiada como resultado de ações militares. Naquele dia, o 10.ª Divisão de infantaria polonesa contra-atacou a partir da área de Osieck com a tarefa de liquidar a cabeça de ponte alemã perto de Góra Kalwaria.
Em 4 de junho de 1981, ocorreu um acidente de trem perto de Osieck, no qual 25 pessoas morreram e seis ficaram feridas.

## Monumentos históricos

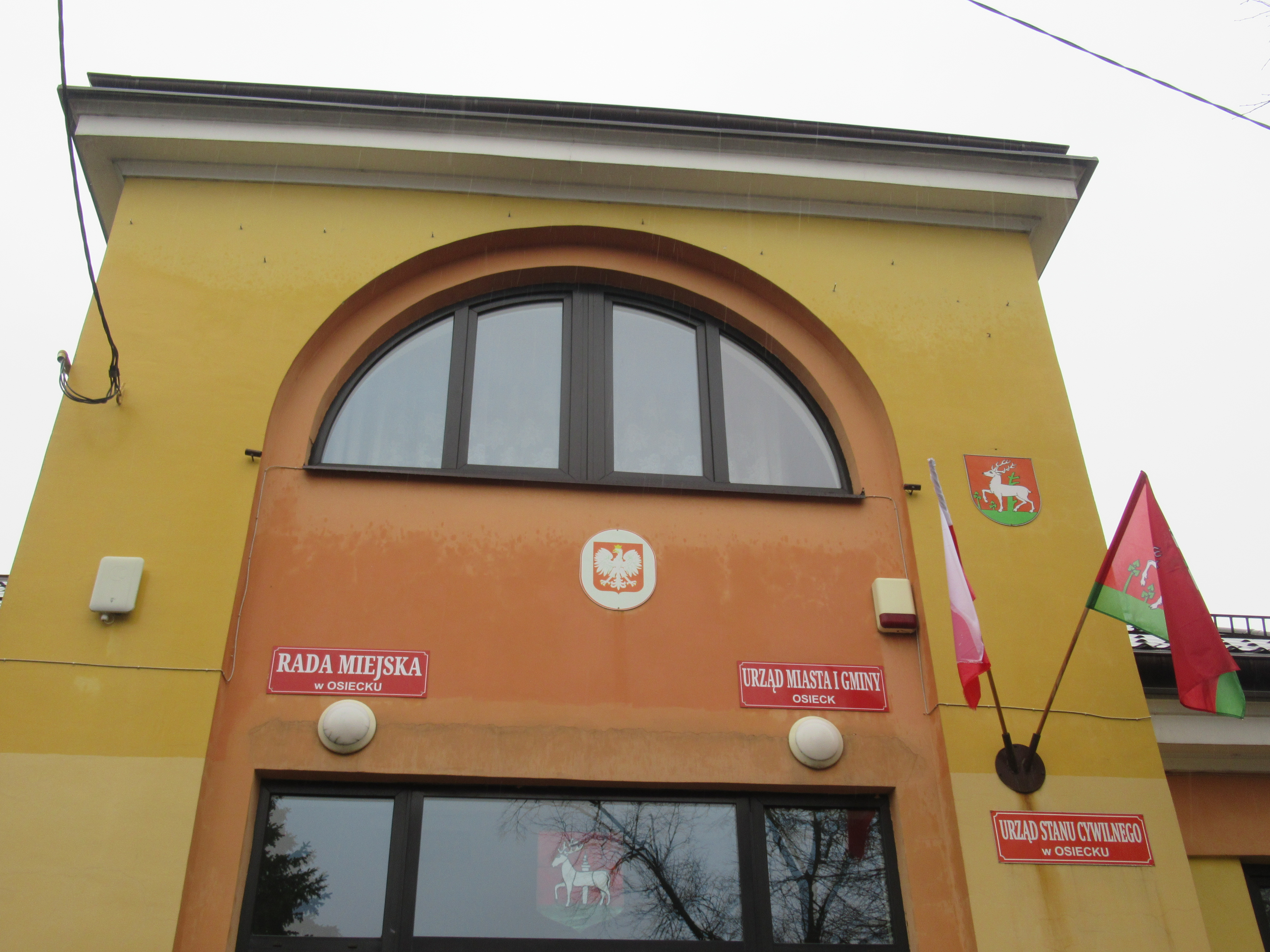
Conselho municipal e comunal de Osieck

- Igreja paroquial dos Santos Apóstolos André e Bartolomeu, construída entre 1902 e 1807, com projeto de Stefan Szyller; o interior apresenta móveis neogóticos uniformes adquiridos em 1908 da empresa de Ignacy Szpetkowski em Varsóvia.[14]
- Edifício da casa paroquial, o chamado antigo vicariato, de 1897, com estrutura de madeira, revestido com tábuas.[15]
- Capela do cemitério de São Roque de 1839–1840, de madeira, com tábuas, de construção em poste, construída na projeção de um retângulo, fechada com um trilateral, com interior de nave única.[16]
- Casas de madeira do século XIX na praça principal, 25 e rua Varsóvia
- No cemitério há lápides de: Antoni Bogusławski (falecido em 1833), sua esposa Józefa Dąbrowskis (falecida em 1850), Antoni Puchalski (falecido em 1847) e sua esposa Katarzyna Wyczółkowskis (falecida em 1899), bem como uma vala comum de pessoas mortas durante a Segunda Guerra Mundial.